# ヘリオス (ニールセン)
序曲『ヘリオス』 (Helios) 作品17、FS 32は、カール・ニールセンが1903年に作曲した演奏会用序曲。『アラディン』組曲と並んでニールセンの管弦楽曲の中では最も有名である。
この曲はニールセンがギリシャに旅行したときに、エーゲ海の日の出に感激して書かれたと言われ、太陽にちなんでヘリオスと名づけた。日が昇って輝き、やがて沈んでいくまでの様子が巧妙に描かれている。

## 編成
フルート3、オーボエ2、クラリネット2、ファゴット2、ホルン4、トランペット3、トロンボーン3、バス・チューバ1、ティンパニ、弦楽五部。

## 楽曲構成
まずチェロとコントラバスのドとソの和音に乗って、ホルンが対位的に旋律を吹く。やがて、楽器も加わり盛り上がりを見せて一旦静まるが、フガート的に展開したりして2度目の盛り上がりを見せる。その後急速に静まり、最後はまた冒頭のようにもどって尾を引くようなチェロのC線の開放弦で終わる。

## 初演
1903年10月8日、ヨハン・スヴェンセンの指揮による。初演は成功だった。

## 演奏時間
およそ10分から14分